# Blindsendung
Blindsendung (nicht zu verwechseln mit Blindensendung) ist ein Fachterminus im Funkverkehr. Er bezeichnet das Verfahren bei teilweisem Funkausfall, wenn davon auszugehen ist, dass man zwar noch senden, aber nicht mehr empfangen kann. Dabei wird angenommen, dass die angerufene Station empfangen kann.
Am Anfang des Funkspruchs steht dabei immer das Wort „Blindsendung“. Er ist zweimal zu übermitteln und muss die Angabe der Zeit und/oder der Position des Flugzeugs enthalten. Nach der Meldung wird der Zeitpunkt der nächsten Meldung angegeben und außerdem die Meldung zur Sicherheit wiederholt.